# Lijst van afleveringen van Good Luck Charlie
Dit is een lijst van afleveringen van de Disney Channel-televisieserie Good Luck Charlie.

## Overzicht
| Seizoen | Afleveringen | Uitgezonden      | Uitgezonden      | Uitgezonden /    | Uitgezonden /    |
| Seizoen | Afleveringen | Seizoen start    | Seizoen finale   | Seizoen start    | Seizoen finale   |
| ------- | ------------ | ---------------- | ---------------- | ---------------- | ---------------- |
| 1       | 26           | 4 april 2010     | 30 januari 2011  | 7 januari 2011   | 20 juni 2011     |
| 2       | 30           | 20 februari 2011 | 27 november 2011 | 1 september 2011 | 5 mei 2012       |
| Film    | Film         | 2 december 2011  | 2 december 2011  | 23 december 2011 | 23 december 2011 |
| 3       | 21           | 6 mei 2012       | 20 januari 2013  | 9 november 2012  | 28 april 2013    |
| 4       | 20           | 28 april 2013    | 16 februari 2014 | 6 december 2013  | 3 oktober 2014   |

### Specials
| Titel                                                              | Uitgezonden      | Uitgezonden /    | Seizoen                     |
| ------------------------------------------------------------------ | ---------------- | ---------------- | --------------------------- |
| Snow Show, Part One                                                | 16 januari 2011  |                  | Seizoen 1, aflevering 24    |
| Snow Show, Part Two                                                | 23 januari 2011  |                  | Seizoen 1, aflevering 25    |
| Charlie Shakes It Up (crossover met Shake It Up)                   | 5 juni 2011      |                  | Seizoen 2, aflevering 13    |
| Sun Show, Part One                                                 | 24 juli 2011     |                  | Seizoen 2, aflevering 18    |
| Sun Show, Part Two                                                 | 31 juli 2011     |                  | Seizoen 2, aflevering 19    |
| Special Delivery (1-uur-durende-special)                           | 24 juni 2012     | 16 december 2012 | Seizoen 3, aflevering 7+8   |
| All Fall Down (1-uur-durende-special)                              | 20 januari 2013  | 28 april 2013    | Seizoen 3, aflevering 22+23 |
| Good Luck Jessie: NYC Christmas (crossover met Jessie)             | 29 november 2013 | 2014             | Seizoen 4, aflevering 17    |
| Good Bye Charlie (1-uur-durende-special + einde Good Luck Charlie) | 16 februari 2014 | 3 oktober 2014   | Seizoen 4, aflevering 20+21 |

## Afleveringen lijst

### Seizoen 1 (2010/2011)
- Dit seizoen heeft 26 afleveringen, waarvan 2 specials (Snow Show)
- In aflevering 8 (Charlie is 1) is te zien wanneer Charlie werd geboren

| Nr. | Aflevering | Titel                            | Regie            | Script                            | Uitzenddatum + /                      | Productiecode |  |
| --- | ---------- | -------------------------------- | ---------------- | --------------------------------- | ------------------------------------- | ------------- |  |
| 1 | 1          | Study Date                       | Shelley Jensen   | Phill Baker & Drew Vaupen         | 4 april 2010 (), 7 januari 2011 ( + ) | 101           |  |
| In deze aflevering leren in het begin de familie Duncan kennen. Later in de aflevering gaat Amy (Leigh-Allyn Baker) weer aan het werk in het ziekenhuis en moet Bob (Eric Allan Kramer) op Charlie (Mia Talerico) passen. Ondertussen is Teddy (Bridgit Mendler) verliefd op een jongen, Spencer (Shane Harper). De bedoeling is om samen te leren, maar even later verandert dit in een "romantisch" avondje. Wanneer ze elkaar proberen te kussen, vraagt Bob aan Teddy om op Charlie te passen. Bob glijdt uit op de trap en laat Charlie vallen (dit gebeurt opnieuw in seizoen 3, Baby Steps, maar dan met Toby). Bob moet naar het ziekenhuis en PJ (Jason Dolley) moet ervoor zorgen dat Amy er niet achter komt dat Bob in het ziekenhuis is. Gast-acteurs: Shane Harper (Spencer Walsh) en Micah Stephen Williams (Emmett Heglin) |            |                                  |                  |                                   |                                       |               |  |
| 2 | 2          | Baby Come Back                   | Shelley Jensen   | Dan Staley                        | 11 april 2010 (), onbekend ( + )      | 102           |  |
| In het begin laat Teddy aan Charlie in haar videodagboek zien dat Bob en Amy tegen elkaar praten in babypraat. Dit komt doordat ze "gewend" zijn geraakt aan Charlie. Even later gaan ze een avondje uit in een Mexicaans restaurant. Ondertussen moeten Teddy, PJ en Gabe (Bradley Steven Perry) op Charlie passen. PJ gaat met Charlie naar het park en komt een leuk meisje tegen (Emma) op wie hij meteen verliefd is. Door de verliefdheid op Emma neemt hij niet Charlie maar de baby van Emma mee, een jongen. Uiteindelijk volgt een hele zoektocht door de stad om Emma en Charlie te vinden. Ondertussen ziet Amy dat Emma in het restaurant is en ze denkt ook dat Charlie erbij is. Als PJ, Teddy en Gabe in het restaurant zijn begint Amy ongerust te worden en vragen te stellen. Emma heeft ook door dat ze de verkeerde baby heeft en door een wisseltruc komt Charlie weer bij PJ, Teddy en Gabe terecht en de jongensbaby weer bij Emma. Dit allemaal door een "goocheltruc" van Gabe. Gast-acteurs: onbekend |            |                                  |                  |                                   |                                       |               |  |
| 3 | 3          | The Curious Case of Mr. Dabney   | Eric Dean Seaton | Christopher Vane                  | 18 april 2010 (), onbekend ( + )      | 106           |  |
| Als Gabe de bal van PJ in de tuin schopt en PJ hem haalt, hoort hij Mevrouw Dabney schreeuwen tegen haar soap op tv dat hij een slechte echtgenoot is en nu dood is. PJ denkt echter dat ze Meneer Dabney heeft vermoord. Als Gabe hem niet gelooft, overtuigt PJ hem.Als PJ en Gabe naar mevrouw Dabney's huis gaan en zij thuiskomt, blijkt dit allemaal een misverstand te zijn. Ondertussen leert Ivy aan Amy sms'en. Teddy is hierdoor jaloers omdat Ivy heel veel contact heeft met haar moeder. Gast-acteurs: Raven Goodwin (Ivy Renee Wentz), Ellia English (Mary Lou Wentz) en Patricia Belcher (Estelle Dabney) |            |                                  |                  |                                   |                                       |               |  |
| 4 | 4          | Double Whammy                    | Eric Dean Seaton | Erika Kaestle & Patrick McCarthy  | 25 april 2010 (), onbekend ( + )      | 104           |  |
| Als Amy laat zien dat ze vroeger mascotte Whammy van het basketbalteam was, wil ze dat Teddy daar ook auditie voor gaat doen. Echter heeft Teddy hier helemaal geen zin in en probeert ze het zo slecht mogelijk te doen. Onderetussen houden PJ en Emmett een babyrace met Charlie en Emmett's neefje Mason. (Dit gebeurt weer in seizoen 3, Wentz' Weather Girls). Uiteindelijk wint Charlie door haar eerste stapjes te zetten. Gast-acteurs: Micah Stephen Williams (Emmett Heglin). |            |                                  |                  |                                   |                                       |               |  |
| 5 | 5          | "Dance Off"                      | Eric Dean Seaton | Christopher Vane                  | 2 mei 2010                            | 108           |  |
| 6 | 6          | "Charlie Dit It!"                | Adam Weissman    | Jim Gerkin                        | 9 mei 2010                            | 107           |  |
| 7 | 7          | "Butt Dialing Duncans"           | Bob Koherr       | Jim Gerkin                        | 16 mei 2010                           | 118           |  |
| 8 | 8          | "Charlie is 1"                   | Adam Weissmann   | Andrew Orenstein                  | 23 mei 2010                           | 110           |  |
| 9 | 9          | "Up a Tree"                      | Eric Dean Seaton | Erika Kaestle & Patrick McCartney | 6 juni 2010                           | 105           |  |
| 10 | 10         | "Take Mel Out to the Ball Game"  | Eric Dean Seaton | Andrew Orenstein                  | 13 juni 2010                          | 103           |  |
| 11 | 11         | "Boys Meets Girls"               | Eric Dean Seaton | Phil Baker & Drew Vaupen          | 27 juni 2010                          | 109           |  |
| 12 | 12         | "Kit and Kaboodle"               | Bob Koherr       | Phil Baker & Drew Vaupen          | 11 juli 2010                          | 111           |  |
| 13 | 13         | "Teddy's Little Helper"          | Bob Koherr       | Michael Fitzpatrick               | 1 augustus 2010                       | 112           |  |
| 14 | 14         | "Blankie Go Bye-Bye"             | Bob Koherr       | Jim Gerkin                        | 15 augustus 2010                      | 113           |  |
| 15 | 15         | "Charlie Goes Viral"             | Eric Dean Seaton | Erika Kaestle & Patrick McCarthy  | 29 augustus 2010                      | 114           |  |
| 16 | 16         | "Duncan's Got Talent"            | Eric Dean Seaton | Phil Baker & Drew Vaupen          | 12 september 2010                     | 115           |  |
| 17 | 17         | "Kwikki Chick"                   | Eric Dean Seaton | Dan Staley                        | 19 september 2010                     | 116           |  |
| 18 | 18         | "Charlie in Charge"              | Bob Koherr       | Phil Baker & Drew Vaupen          | 17 oktober 2010                       | 123           |  |
| 19 | 19         | "Sleepless in Denver"            | Adam Weissman    | Jim Gerkin                        | 24 oktober 2010                       | 125           |  |
| 20 | 20         | "Girl Bites Dog"                 | Eric Dean Seaton | Christopher Vane                  | 14 november 2010                      | 117           |  |
| 21 | 21         | "Teddy's Broken Heart Club Band" | Adam Weissman    | Michael Fitzpatrick               | 21 november 2010                      | 119           |  |
| 22 | 22         | "Teddy Rebounds"                 | Eric Dean Seaton | Phil baker & Drew Vaupen          | 28 november 2010                      | 120           |  |
| 23 | 23         | "Pushing Buttons"                | Adam Weissman    | Phil Baker & Drew Vaupen          | 12 december 2010                      | 124           |  |
| 24 | 24         | "Snow Show" (Part 1)             | Shelley Jensen   | Erika Kaestle & Patrick McCarthy  | 16 januari 2011                       | 121           |  |
| 25 | 25         | "Snow Show" (Part 2)             | Joel Zwick       | Christopher Vane                  | 23 januari 2011                       | 122           |  |
| 26 | 26         | "Driving Mrs. Dabney"            | Bob Koherr       | Dan Staley                        | 30 januari 2011                       | 126           |  |

### Seizoen 2 (2011)
Er is een tweede seizoen gemaakt waarvan de productie liep tussen augustus 2010 en augustus 2011 en is opgenomen in de Verenigde Staten. Het tweede seizoen Nederland en Vlaanderen uitgezonden tussen september 2011 en mei 2012.
| No. in serie | No. in seizoen | Titel                                         | Regie          | Script                           | Uitzenddatum      | Productiecode |
| ------------ | -------------- | --------------------------------------------- | -------------- | -------------------------------- | ----------------- | ------------- |
| 27           | 1              | "Charlie is 2"                                | Bob Koherr     | Erika Kaestle & Patrick McCarthy | 20 februari 2011  | 202           |
| 28           | 2              | "Something's Fishy"                           | Bob Koherr     | Christopher Vane                 | 27 februari 2011  | 203           |
| 29           | 3              | "Let's Potty"                                 | Bob Koherr     | Phil Baker & Drew Vaupen         | 6 maart 2011      | 201           |
| 30           | 4              | "Appy Days"                                   | Bob Koherr     | Phil Baker & Drew Vaupen         | 13 maart 2011     | 208           |
| 31           | 5              | "Duncan vs. Duncan"                           | Tommy Thompson | Dan Staley                       | 20 maart 2011     | 204           |
| 32           | 6              | "A L.A.R.P. in the Park"                      | Bob Koherr     | Ellen Byron & Lissa Kapstrom     | 27 maart 2011     | 206           |
| 33           | 7              | "Battle of the Bands"                         | Bob Koherr     | Tom Anderson                     | 3 april 2011      | 209           |
| 34           | 8              | "The Singin' Dancin' Duncans"                 | Bob Koherr     | Jim Gerkin                       | 10 april 2011     | 205           |
| 35           | 9              | "Teddy's Beer (Teddy's Bear)"                 | Bob Koherr     | Christopher Vane                 | 15 april 2011     | 210           |
| 36           | 10             | "Ontmoet de ouders (Meet the Parents)"        | Bob Koherr     | Erika Kaestle & Patrick McCarthy | 1 mei 2011        | 211           |
| 37           | 11             | "Gabe's 12½ Birthday"                         | Bob Koherr     | Jim Gerkin                       | 8 mei 2011        | 212           |
| 38           | 12             | "The Break Up"                                | Bob Koherr     | Phil Baker & Drew Vaupen         | 15 mei 2011       | 213           |
| 39           | 13             | "De Duncan-zusjes (Charlie Shakes It Up)"     | Joel Zwick     | Christopher Vane                 | 5 juni 2011       | 215           |
| 40           | 14             | "Baby's New Shoes"                            | Bob Koherr     | Ellen Byron & Lissa Kapstrom     | 12 juni 2011      | 207           |
| 41           | 15             | "Vaarwel, Videodagboek (Bye Bye Video Diary)" | Phill Lewis    | Erika Kaestle Patrick McCarthy   | 19 juni 2011      | 216           |
| 42           | 16             | "Apenstreken (Monkey Business)"               | Bob Koherr     | Dan Staley                       | 26 juni 2011      | 214           |
| 43           | 17             | "PJ in the City"                              | Bob Koherr     | Phil Baker & Drew Vaupen         | 10 juli 2011      | 219           |
| 44           | 18             | "Sun Show" (Part 1)                           | Bob Koherr     | Christopher Vane                 | 24 juli 2011      | 221           |
| 45           | 19             | "Sun Show" (Part 2)                           | Bob Koherr     | Erika Kaestle & Patrick McCarhy  | 31 juli 2011      | 222           |
| 46           | 20             | "Amazing Gracie"                              | Bob Koherr     | Jim Gerkin                       | 7 augustus 2011   | 217           |
| 47           | 21             | "Termite Queen"                               | Bob Koherr     | Dan Staley                       | 21 augustus 2011  | 220           |
| 48           | 22             | "The Bob Duncan Experience"                   | Bob Koherr     | Samantha Silver                  | 28 augustus 2011  | 218           |
| 49           | 23             | "Ditch Day"                                   | Phill Lewis    | Christopher Vane                 | 11 september 2011 | 225           |
| 50           | 24             | "Alley Oops"                                  | Tommy Thompson | Jim Gerkin                       | 25 september 2011 | 223           |
| 51           | 25             | "Scary Had a Little Lamb"                     | Shannon Flynn  | Phil Baker & Drew Vaupen         | 9 oktober 2011    | 224           |
| 52           | 26             | "Return to Super Adventure Land"              | Bob Koherr     | Erika Kaestle & Patrick McCarthy | 23 oktober 2011   | 227           |
| 53           | 27             | "Can You Keep a Secret"                       | Bob Koherr     | Phil Baker & Drew Vaupen         | 6 november 2011   | 230           |
| 54           | 28             | "Story Time"                                  | Phill Lewis    | Aaron Ho                         | 13 november 2011  | 226           |
| 55           | 29             | "It's a Charlie Duncan Thanksgiving"          | Bob Koherr     | Phil Baker & Drew Vaupen         | 20 november 2011  | 228           |
| 56           | 30             | "Teddy on Ice"                                | Bob Koherr     | Dan Staley                       | 27 november 2011  | 229           |

### Film
Good Luck Charlie, It's Christmas! is een roadmovie die zich afspeelt in de Verenigde Staten.
| Titel                              | Geregisseerd door | Geschreven door | Oorspronkelijke uitzenddatum | Oorspronkelijke uitzenddatum |
| ---------------------------------- | ----------------- | --------------- | ---------------------------- | ---------------------------- |
| Good Luck Charlie, It's Christmas! | Arlene Sanford    | Geoff Rodkey    | 2 december 2011              | 23 december 2011             |

### Seizoen 3 (2012/2013)
Op 29 augustus 2011 heeft Disney Channel Good Luck Charlie vernieuwd voor een derde seizoen, dat vanaf mei 2012 in Amerika wordt uitgezonden. In het derde seizoen zal een toevoeging zijn aan de familie, waarvan kijkers konden stemmen op een naam. De naam van de nieuwe baby wordt in een 1-uur durende aflevering, "Special Delivery", bekendgemaakt. Zowel Eric Allan Kramer als Leigh-Allyn Baker hebben voor het eerst een aflevering geregisseerd. De eerste kerst aflevering van de serie, "A Duncan Christmas", is dit seizoen uitgezonden. In Nederland en Vlaanderen is deze afleveringen naar voren gehaald in de programmering om de aflevering rond Kerstmis uit te kunnen zenden.
| No. in serie | No. in seizoen | Titel                                      | Regie             | Script                               | Uitzenddatum      | Uitzenddatum     | Productiecode |
| ------------ | -------------- | ------------------------------------------ | ----------------- | ------------------------------------ | ----------------- | ---------------- | ------------- |
| 57           | 1              | "Make Room for Baby"                       | Bob Koherr        | Phil Baker & Drew Vaupen             | 6 mei 2012        | 9 november 2012  | 301           |
| 58           | 2              | "Bad Luck Teddy"                           | Bob Koherr        | Christopher Vane                     | 6 mei 2012        | 16 november 2012 | 302           |
| 59           | 3              | "Amy Needs a Shower"                       | Bob Koherr        | Erika Kaestle & Patrick McCarthy     | 13 mei 2012       | 23 november 2012 | 303           |
| 60           | 4              | "Dress Mess"                               | Bob Koherr        | Jim Gerkin                           | 13 mei 2012       | 30 november 2012 | 304           |
| 61           | 5              | "Catch Me If You Can"                      | Bob Koherr        | Christopher Vane                     | 20 mei 2012       | 14 december 2012 | 307           |
| 62           | 6              | "Name That Baby"                           | Phill Lewis       | Erika Kaestle & Patrick McCarthy     | 15 juni 2012      | 16 december 2012 | 308           |
| 63           | 7              | "Special Delivery" (1-uur-durende-special) | Bob Koherr        | Dan Staley, Phil Baker & Drew Vaupen | 24 juni 2012      | 16 december 2012 | 305-306       |
| 64           | 8              | "Welcome Home"                             | Phill Lewis       | Jim Gerkin                           | 1 juli 2012       | 28 december 2012 | 309           |
| 65           | 9              | "Baby's First Vacation"                    | Shannon Flynn     | Dan Staley                           | 15 juli 2012      |                  | 310           |
| 66           | 10             | "Wentz's Weather Girls"                    | Eric Allan Kramer | Phil Baker & Drew Vaupen             | 29 juli 2012      | 4 januari 2013   | 311           |
| 67           | 11             | "Baby Steps"                               | Tommy Thompson    | Tom Anderson                         | 12 augustus 2012  |                  | 312           |
| 68           | 12             | "T. Wrecks"                                | Tommy Thompson    | Daniel Hsia                          | 26 augustus 2012  | 18 januari 2013  | 313           |
| 69           | 13             | "Teddy and the Bambino"                    | Bob Koherr        | Christopher Vane                     | 16 september      | 25 januari 2013  | 314           |
| 70           | 14             | "Team Mom"                                 | Bob Koherr        | Erika Kaestle & Patrick McCarthy     | 23 september 2012 | 1 februari 2013  | 315           |
| 71           | 15             | "Le Halloween"                             | Bob Koherr        | Dan Staley                           | 7 oktober 2012    | 13 december 2013 | 318           |
| 72           | 16             | "Guys & Dolls"                             | Bob Koherr        | Jim Gerkin                           | 14 oktober 2012   |                  | 316           |
| 73           | 17             | "Nurse Blankenhooper"                      | Bob Koherr        | Phil Baker & Drew Vaupen             | 28 oktober 2012   |                  | 317           |
| 74           | 18             | "Charlie Whisperer"                        | Leigh-Allyn Baker | Jonah Kuehner & Bo Belanger          | 4 november 2012   |                  | 319           |
| 75           | 19             | "Study Buddy"                              | Tommy Thompson    | Erika Kaestle & Patrick McCarthy     | 11 november 2012  |                  | 321           |
| 76           | 20             | "A Duncan Christmas"                       | Bob Koherr        | Christopher Vane                     | 2 december 2012   | 21 december 2012 | 320           |
| 77           | 21             | "All Fall Down"                            | Bob Koherr        | Dan Staley, Phil Baker & Drew Vaupen | 20 januari 2013   | 28 april 2013    | 322-323       |

### Seizoen 4 (2013/2014)
Op 12 juni 2012 maakte Disney Channel bekend dat Good Luck Charlie vernieuwd zou worden met een vierde seizoen. Het vierde seizoen ging op 28 april 2013 in première met een gastoptreden door de Muppets. Luke Benward speelde als terugkerend personage in een zes afleveringen. Benward en Jason Dolley werkte eerder al samen in de Disney Channel Original Movie Minutemen uit 2008. Logan Moreau kreeg als Toby Duncan een gastrol tijdens het vierde seizoen. Ava Sambora (dochter van Heather Locklear en Richie Sambora) speelt als gastacteur in een toekomst aflevering als een oudere versie van Charlie. Op 11 juni 2013 werd bevestigd dat seizoen 4 het laatste seizoen van de serie is, gepland om te eindigen in het begin van 2014 met de 97 aflevering, wat betekent dat het seizoen 23 zal bevatten. Disney Channel bevestigde dat één aflevering van het vierde seizoen een lesbisch stel bevatte, de eerste aflevering van een Disney Channel-programma  waarin dit gebeurde. Dit komt voor in de aflevering Down a Tree Dit seizoen van de serie wordt sinds 6 december 2013 elke vrijdag om 16.55 uur uitgezonden op Disney Channel.
| No. in serie | No. in seizoen | Titel                                                          | Regie                      | Script                                                          | Uitzenddatum      | Uitzenddatum      | Productiecode |
| ------------ | -------------- | -------------------------------------------------------------- | -------------------------- | --------------------------------------------------------------- | ----------------- | ----------------- | ------------- |
| 78           | 1              | "Duncan Dream House"                                           | Bob Koherr                 | Phil Baker & Drew Vaupen                                        | 28 april 2013     | 6 december 2013   | 401           |
| 79           | 2              | "Doppel Date"                                                  | Bob Koherr                 | Erika Kaestle & Patrick McCarthy                                | 5 mei 2013        | 13 december 2013  | 402           |
| 80           | 3              | "Demolition Dabney"                                            | Bob Koherr                 | Christopher Vane                                                | 12 mei 2013       | 27 december 2013  | 403           |
| 81           | 4              | "Go Teddy!"                                                    | Bob Koherr                 | Jim Gerkin                                                      | 19 mei 2013       | 3 januari 2014    |               |
| 82           | 5              | "Rock Enroll"                                                  | Bob Koherr                 | Phil Baker & Drew Vaupen                                        | 2 juni 2013       | 10 januari 2014   | 405           |
| 83           | 6              | "The Unusual Suspects"                                         | Tommy Thompson             | Tom Anderson                                                    | 8 juni 2013       | 17 januari 2014   | 406           |
| 84           | 7              | "Rat-a-Teddy"                                                  | Eric Allan Kramer          | Erika Kaestle & Patrick McCarthy                                | 23 juni 2013      | 24 januari 2014   | 407           |
| 85           | 8              | "Charlie 4, Toby 1"                                            | Bruce Leddy                | Jonathan Emerson & Annie Levine                                 | 14 juli 2013      | 31 januari 2014   | 408           |
| 86           | 9              | "Futuredrama"                                                  | Bruce Leddy                | Erika Kaestle & Patrick McCarthy                                | 28 juli 2013      | 28 februari 2014  | 410           |
| 87           | 10             | "Teddy's New Beau"                                             | Bruce Leddy                | Christopher Vane                                                | 4 augustus 2013   | 7 maart 2014      | 410           |
| 88           | 11             | "Teddy's Choice"                                               | Bob Koherr                 | Jim Gerkin                                                      | 11 augustus 2013  | 14 maart 2014     | 411           |
| 89           | 12             | "Bug Prom"                                                     | Bob Koherr                 | Phil Baker & Drew Vaupen                                        | 17 augustus 2013  | 21 maart 2014     |               |
| 90           | 13             | "Weekend in Vegas"                                             | Phill Lewis                | Jim Gerkin                                                      | 22 september 2013 | 4 april 2014      | 416           |
| 91           | 14             | "Fright Knight"                                                | Bob Koherr                 | Christopher Vane                                                | 6 oktober 2013    | 2014              |               |
| 92           | 15             | "Sister, Sister"                                               | Bob Koherr                 | Dan Staley                                                      | 13 oktober 2013   | 11 april 2014     | 415           |
| 93           | 16             | "Bob's Beau-Be-Gone"                                           | Leigh-Allyn Baker          | Tom Anderson                                                    | 10 november 2013  | 12 september 2014 | 416           |
| 94           | 17             | "Good Luck Jessie NYC Christmas" (48 minuten durdende special) | Phill Lewis & Rich Correll | Bo Belanger, Jonah Kuehner,Valerie Ahern & Christian McLaughlin | 29 november 2013  | 2014              | 418           |
| 95           | 18             | Accepted                                                       | ?                          | ?                                                               | 19 januari 2014   | 19 september 2014 | 417           |
| 96           | 19             | Down a Tree                                                    | ?                          | ?                                                               | 26 januari 2014   | 26 september 2014 |               |
| 97           | 20             | "Good Bye Charlie"                                             | Bob Koherr                 | Phil Baker, Drew Vaupen & Dan Staley                            | 16 februari 2014  | 3 oktober 2014    | 420           |